# Coelioxys squamatula
Coelioxys squamatula là một loài Hymenoptera trong họ Megachilidae. Loài này được Pasteels mô tả khoa học năm 1977.